# Лиса Джерард
Лиса Джърмейн Джерард (на английски: Lisa Germaine Gerrard) е австралийска певица, музикантка и композиторка на филмова музика.
Музикалната ѝ кариера започва през 1981 г., като оттогава участва в много съвместни проекти. Световна слава ѝ носи съвместната работа с Брендън Пери в „Дед Кен Денс“. Джерард печели Златен глобус през 2000 г. за музиката, която създава заедно с Ханс Цимер за филма „Гладиатор“. В някои от песните пее, а освен това и свири на някои инструменти като янгкин (китайски ударен дулцимер). Тя е добре позната с дълбокия си контраалт.

## Кариера

### Ранни години
Джерард е родена е на 12 април 1961 г. в Мелбърн, Австралия в семейство на ирландски емигранти. Израства в многонационалния квартал Прахан, което пробужда интереса ѝ към гръцката, турската, италианската, ирландската и арабската култура. Впоследствие това ѝ влечение намира силно отражение в музиката на Дед Кен Денс и останалите ѝ проекти. Учи в държавното училище „Бринсли Роуд". От малка обича музиката, с която започва да се занимава преди 20-годишна възраст.
Има брат Марк Джералд. Лиза страда от загубата на брат си Марк Джердад, който е умрял преди много години. Именно на него тя посвещава албума си The Mirror Pool. 
За първи път започва да създава групи и да създава оригинална музика като член на Литъл Бенд сийн в Мелбърн – експериментална постпънк сцена, която процъфтява от 1978 до 1981 г. Именно по този повод тя за първи път среща съоснователя на Дед Кен Денс Брендън Пери. Пери си спомня: „Никога не ми е хрумвало, че един ден ще си сътрудничим музикално заедно, защото по това време смятах, че нейната музика е твърде авангардна.“ По това време Джерард става водеща вокалистка на групата Майкрофилм, която издава „Window“ и сингъла „Centrefold“ през 1980 г. чрез лейбъла Ънфоргетъбъл Мюзик. Групата издава трета песен, „Summer House“ в компилацията From Belgrave With Love на Рон Руд, която е издадена от Клеопатра Рекърдс през 1981 г.

### Дед Кен Денс
Лиса Джерард е член на групата Дед Кен Денс от 1981 до 1998 г. Първоначално групата се сформира като квартет през 1981 г. в Мелбърн с членове Джерард, Брендан Пери, басистът Пол Ериксън и барабанистът Саймън Монро. През 1982 г. Джерард, Пери и Ериксън се местят в Лондон, а Монро остава в Австралия, оставяйки групата като трио.
Групата се разделя през 1998 г. Джерард и Пери се събират отново през 2005 г., но само за световно турне.  През 2012 г. групата обявява ново световно турне, което да съвпадне с издаването на новия им албум Anastasis. Албумите им Spiritchaser (1996) и Anastasis (2012) достигат No.1 в класацията Билборд Топ Уърлд Мюзик. Към 2018 г. групата има 9 студийни албума и 2 концертни албумa, 7 от които – със звукозаписната компания 4AD Records.

### Самостоятелна кариера и сътрудничества
През 1995 г. Джерард записва и издава първия си солов албум, The Mirror Pool, придружена от Викторианския филхармоничен оркестър. Албумът достига No. 38 в Класацията на Билборд Хитсийкърс Албумс на 9 септември 1995 г. и остава там за седмица.
През 1998 г. тя записва албума Duality в сътрудничество с композитора Питър Бърк. Албумът става номер 23 в класацията за албуми на Билборд Хитсийкърс на 2 май 1998 г. и остава в в класацията две седмици. Duality поставя началото на обширно сътрудничество между двамата музиканти за редица саундтракове, включително тези на филмите „Вътрешен човек“ и „Али“.
Джерард започва ново сътрудничество с композитора Патрик Касиди през 2004 г. с издаването на албума Immortal Memory. Тяхното сътрудничество продължава и в саундтракове, като този за минисериала от 2004 г. Salem's Lot.
На следващата година през 2005 г. Джерард участва в саундтрака на Ashes and Snow. Тя и Патрик Касиди написват и изпълняват заедно песните "Womb" и "Wisdom". Сътрудничеството ѝ с Касиди се разширява, за да включи работа с диригента Джули Роджърс върху песните Devota и Vespers.
През септември 2006 г. илиза Sanctuary – документален филм за живота и работата на Джерард. Филмът е дело на продуцента и режисьора Клайв Колиър и включва обширни интервюта с Джерард и различни хора, които са си сътрудничили с нея в миналото, включително Майкъл Ман, Ръсел Кроу, Ханс Цимер и Ники Каро. Документалният филм е издаден на DVD от Милан Ентъртеймънт на 24 април 2007 г. Sanctuary дебютира на филмовия фестивал Рейнданс в Лондон на 27 септември 2006 г.
На 20 ноември 2006 г. Джерард издава втория си солов албум The Silver Tree. Албумът се изкачва до номер 4 в Класацията за ню ейдж албуми на Билборд на 26 май 2007 г., прекарвайки девет седмици в класацията. Този албум е значително по-различен от предишната ѝ работа и е първият ѝ албум, издаден извън лейбъла 4AD Records. Той е пуснат за първи път в Ай Тюнс, с по-голямо издание на физически носител, планирано за бъдеща дата. Албумът е номиниран за Австралийската музикална награда за 2006 г.
През 2007 г. е издаден ретроспективният албум The Best of Lisa Gerrard – компилация от 15 песни, обхващаща нейната кариера в Дед Кен Денс, соловата и филмовата ѝ работа. Пуснат е на 12 февруари 2007 г. в Обединеното кралство и на 7 ноември 2007 г. в САЩ. Албумът достига номер 5 в класацията за ню ейдж албуми на Билборд на 16 февруари 2008 г. и остава в класацията десет седмици.
През 2007 г. предприема световно турне, което започва през април в Мелбърн. Турнето отбеляза първото турне на Джерард в Австралия с представление в три града  То е последвано от концерти в Европа и Северна Америка. Още концерти има в Европа и Русия от 30 октомври до 22 ноември 2007 г.
През ноември 2007 г. Джерард си сътрудничи с немския електронен музикант Клаус Шулце по двойния албум Farscape. Албумът е издаден на 4 юли 2008 г., последван от европейско турне и издаването на DVD – Klaus Schulze featuring Lisa Gerrard: Rheingold, Live at Loreleyy, записано по време на Night Of The Prog Festival III в Лорелей, Германия на 18 юли 2008 г.
През 2009 г. Джерард завършва работата си по документалния филм на австралийския авантюрист Тим Коуп, озаглавен On the Trail of Genghis Khan, и участва с гласа си в саундтрака на японския исторически сериал на NHK Ryōmaden , базиран на живота на Сакамото Рьома, който започва да се излъчва през 2010 г. 
През 2009 г. Джерард създава свой собствен звукозаписен лейбъл – Джерард Рекърдс, който, освен че е канал за издаването на бъдещите ѝ творби, също действа за популяризиране и подкрепа на непризнати артисти от всички жанрове. Турнето й  съвпада с излизането на Come Quietly – съвместен проект между Джерард и Клаус Шулце, който е издаден ексклузивно по време на него. През септември 2009 г. Джерард и Шулце правят още едно турне в шест европейски града – Варшава, Берлин, Амстердам, Есен, Париж и Брюксел.
През октомври 2009 г. Джерард издава третия си солов албум, The Black Opal. Албумът включва сътрудничество с Патрик Касиди, Майкъл Едуардс, Питър Бърк и Джеймс Ор и е първото издание, което е с нейния лейбъл.
През 2010 г. Джерард издава нов албум – Departum със собствения си лейбъл, в сътрудничество с композитора Марчело де Франчиши,последван от синглите „Coming Home“ (включен в Легенда за пазителите), „Come This Way“ и „Entry“. Джерард също си сътрудничи с мултиинструменталиста Праш Мистри от базирания в Обединеното кралство дъбстеп колектив Engine Earz Experiment, върху песен, озаглавена „Spirit Guide“, която се появява в нейния албум от 2011 г. На 1 декември 2010 г. тя издава саундтрак със Сай Уд, озаглавен The Trail of Genghis Khan, който съдържа музика от музиката на Джерард и Уд към документалния телевизионен сериал на Тим Коуп.
През юли 2014 г. Джерард издава нов солов албум, озаглавен Twilight Kingdom чрез собствения си звукозаписен лейбъл. Албумът е записан в сътрудничество с Даниел Джонс, Астрид Уилямсън, Патрик Касиди и с думи на Ръсел Кроу. Той е в класацията на Биборд за ню ейдж албуми за седмица, достигайки no. 5 на 6 септември 2014 г.
През 2014 г. Джерард си сътрудничи с британския композитор, текстописец и продуцент Шикейн в албума The Sum of Its Parts, издаден на 25 януари 2015 г. от Модена Рекърдс.
Вокалите на Джерард са включени във видеоиграта Armello, пусната на 1 септември 2015 г., озаглавена Wyld's Call; нейните вокали се отличават с келтска тема от саундтраковете, издадени на 2 септември 2015 г., върху музиката, композирана от Майкъл Алън и Джерард.
На 14 март 2018 г. Джерард изнася концерт в НДК в София с Genesis Orchestra под диригентството на Йордан Камджалов, озаглавен „Симфония на скръбните песни“ от Хенрик Горецки.  По време на концерта тя пее и свои песни както от соловата си кариера, така и от тези на Дед Кен Денс.  За събитието Камджалов каза: „Лично за мен това е повече от сбъдната мечта. Не мога да се сетя за по-добра комбинация от Джерард-Горецки-Камджалов в „Симфонията на скръбните песни“ на Горецки“. През 2018 г. тя участва в BooCheeMish, съвместен албум с Мистерията на българските гласове, с които е съавтор на някои от песните.  Джерард подчертава, че тя и нейните сътрудници са се стремили да не накърнят основното звучене на жените, като казва: „ние вървим към тях, а не обратното", добавяйки, „ако някой е променен от това, това съм аз". Албумът, който съчетава фолклорни хармонии на хора и множество инструменти, е аранжиран и продуциран от Петър Дундаков.
Също през 2018 г. Джерард си партнира със соло перкусиониста Дейвид Кукерман, за да композира и запише албума Hiraeth, издаден на 6 август 2018 г. Той е номиниран в категорията за най-добър ню ейдж албум по време на 61-те годишни награди Грами, проведени на 10 февруари 2019 г. в Лос Анджелис. Джерард е на турне като специална гостенка с 18-те членове на хора от Мистерията на българските гласове, изпълнявайки на петнадесет избрани дати в цяла Европа от 12 март до 20 октомври 2019 г. 
През 2019 г. тя отново си сътрудничи с Йордан Камджалов и Genesis Orchestra за преработен и преаранжиран запис на Симфония № 3 на скръбните песни на Горецки, записана в студиото на БНР в София, която излиза на 17 януари 2020 г.

### Филмова кариера
Първият опит на Джерард в композирането на музика за филм идва с испанския филм El Niño de la Luna от 1989 г., режисиран от Агусти Виларонга. Музиката към филма е композирана от Дед Кен Денс и филмът включва Лиса Джерард в първата ѝ актьорска роля. Той описва историята на Дейвид, млад сирак със специални сили, който бяга от институция с помощта на друга затворничка в института, Джорджина, изиграна от Джерард.
Джерард участва в редица музикални партитури, но става известна като филмова композиторка след записа на саундтрака на „Вътрешен човек“ през 1999 г. с Питър Бърк и на „Гладиатор“ през 2000 г. с Ханс Цимер, който получава номинация за Оскар за най-добра музикална партитура, въпреки че е номиниран само Цимер. Въпреки това печели награда Златен глобус и за двамата композитори. Музиката на Джерард за новозеландския независим филм Whale Rider се състои изцяло от соло материал – саундтракът е издаден от 4AD.
През 2005 г. Джерард си сътрудничи с Енио Мориконе за музиката на филма „Безсъдбовност“, последвано от сътрудничество с Джеф Рона върху партитурата за игралния филм A Thousand Roads и песента On an Ocean за музиката на Henry Poole Is Here. Джерард заедно с Дед Кен Денс също предоставя няколко свои приноса към саундтрака на Baraka – визуално пътешествие, показващо влиянието на човечеството върху нашата планета. Джерард също е поканена от Денес Приджънт да си сътрудничи с него върху парчето му Gortoz a ran – J'attends (което означава „oчаквам“), което по-късно е използвано в саундтрака на филма на Ридли Скот „Черен ястреб“.
През 2009 г. Джерард пише музиката за Balibo, за която печели награда за най-добра музика за игрален филм на 2009 APRA Screen Music Awards и награда Aria за най-добър оригинален саундтрак/акт/шоу албум на 2009 Aria Awards. Джерард завършва 2009 г., като допринася с гласа си към тематичната песен на японския исторически сериал на NHK Ryōmaden, който започва да се излъчва през 2010 г.
През 2010 г. Джерард завършваи музиката за Tears of Gaza с Марчело де Франчиши, която е добре приета въпреки спорната тема. Джерард също записва режисирания от Джим Лоуч Oranges and Sunshine, с участието на Емили Уотсън и Хюго Уивинг, издаден през април 2011 г., който ѝ носи още една номинация на наградите IF за 2011 г. за най-добра музикална партитура.
През ноември 2010 г. Джерард дава вокали и допълнителна музика за постапокалиптичния научнофантастичен трилър „Свещеник“ по музика на Кристофър Йънг, който е издаден през 2011 г.
На 28 май 2011 г. песента Now We Are Free, част от оригиналния саундтрак на „Гладиатор“, композиран от Ханс Цимер и Джерард, достига No.2 в Билборд 200 и остава в класацията 460 седмици. През ноември 2011 г. Джерард завършва музиката за Burning Man, който ѝ печели наградата за най-добра музика на наградите на Кръга на филмовите критици на Австралия за 2012 г.

## Вокално звучене
Джерард има вокалния диапазон на контраалт, но може да достигне и до драматичния диапазон на мецосопран. Тя има вокален диапазон от A 2 до F ♯5. Гласовият ѝ тембър е описан като „богат, дълбок“, което създава „тъжно звучене“, а гласът ѝ е смятан от критиците за „просто не от този свят“. В по-голяма степен вокалният ѝ диапазон обхваща от контраалт до драматичен контраалт, показан като примери в песните Sanvean, Sacrifice, Largo, и Not Yet, и драматичния глас на мецосопран в други нейни песни, като The Host of Seraphim, Elegy, Space Weaver и Come this Way.
Джон Парелес от в. „Ню Йорк Таймс“ казва, че тя използва „отчетливи гласове, които се основават на далечни традиции – опалесцентен тон от барокова опера, тръстиков намек за келтски фолклорен стил, острият и треперещ подход на балканската женска музика, извити сини нотки като този на Били Холидей...“. 
Джерард пее много от нейните песни, като Now We Are Free, Come Tenderness, Serenity, The Valley of the Moon, Tempest, Pilgrimage of Lost Children, Coming Home и Sanvean в идиоглосия (т.е. на идиосинкратичен език, измислен и говорен само от един човек или само от двама души), въпреки че пее и на английски език. По отношение на такава работа тя казва: „Аз пея на езика на сърцето... Това е измислен език, който имам от много дълго време. Вярвам, че започнах да пея в него, когато бях на около 12 г. Горе-долу по това време. И вярвах, че говоря на Бога, когато пеех на този език.“
Нейният ранен, формиращ певчески опит е повлиян от техниката на българския хор.  Влиянието на Джерард върху езика, който пее от младостта ѝ, е упражнено главно от разговорите и музиката, която е слушала в района на Мелбърн, където е израснала, където е живяла голяма гръцко-турска общност. Първите музикални влияния на Джерард идват от баща ѝ, докато тя израства, слушайки песните на sean-nós (традиционна ирландска вокална музика без съпровод, обикновено изпълнявана на ирландски език), а също и „абстрактните форми“, с които работи Антонен Арто, които е чувала в документалните издания по радиото.

## Гостуване в България
На 6 юни 2017 г. изнася концерт в Зала България в София заедно с хор „Мистерията на българските гласове“, с които се среща в Лондон, когато все още не е пробила на световната сцена. В концерта вземат участие и Кристина Балева – гъдулка, Петър Миланов – китара, SkilleR – бийтбокс, Дейвид Кукерман, Себастиан Флайг, Джулс Максуел, Димитър Карамфилов – контрабас, изпълнители от Софийска филхармония с диригент Любомир Денев – син. Същият концерт е изнесен с огромен успех на 8 юни 2017 г. на Античния театър в Пловдив.

## Личен живот
В продължение на 10 години Лиса има интимна връзка с Брендан Пери. През 1980-те г. се омъжва за Яцек Тушевски – американец от полски произход, който работи като звуков и визуален артист. Двамата работят по много проекти заедно, включително първия ѝ студиен албум, където той е посочен като инженер и художник на предната корица. Имат две дъщери заедно: Лашна Тушевски (р. 1992 г.) и Тереза Тушевски (р. 1989 г.). Двамата се развеждат.

## Дискография

### Соло

#### Студийни албуми
- The Mirror Pool (1995)
- The Silver Tree (2006), преиздаден през 2010
- The Black Opal (2009)
- Twilight Kingdom (2014)

#### Компилации
- The Best of Lisa Gerrard (2007)

#### Саундтракове
- Heat (1995), включва предишен записан материал от The Mirror Pool
- Nadro (1998)
- Whale Rider (2003)
- One Perfect Day (2004)
- Layer Cake (2004)
- Constantine (2005) (непълен и изтеглен)
- Seoul Train (2005)
- The Greater Meaning of Water (2006), записан преди това материал
- Playing for Charlie (2008)
- Henry Poole Is Here (2008)
- Balibo (2009)
- Oranges and Sunshine (2010)
- Tears of Gaza (2010)
- Priest – вокали и допълнителна музика
- Rurouni Kenshin (2012)
- I, Frankenstein (2013)
- The Water Diviner (2014)
- Tanna (2015)
- Jane Got a Gun (2015)

##### Отделни песни във филми
- The West Wing (Television) (2003) – песен Sanvean в епизода 7A WF 83429
- King Arthur (2004) – песен Amergin's Invocation
- The Mist (2007) (The Host of Seraphim)
- Ryomaden (2010) Тематична песен към телевизионен сериал
- Legend of the Guardians: The Owls of Ga'Hoole (2010) - The Host of the Seraphim (DCD) и Coming Home (соло).
- Man of Steel (2012) – трейлър: Elegy
- Zack Snyder's Justice League (2021) – трейлър (Mixed with "Praxis" by TOTEM)

### Сътрудничества

#### Студийни албуми
- Duality (1998), с Питър Бърк
- Immortal Memory (2004), с Патрик Касиди
- Ashes and Snow (2006), с Патрик Касиди
- Farscape (2008), с Клаус Шулце
- Rheingold (2008), с Клаус Шулце
- Dziękuję Bardzo (2009), с Клаус Шулце
- Come Quietly (2009), с Клаус Шулце
- Departum (2010), с Марчело де Франчиши
- The Trail of Genghis Khan (2010), със Сай Уд
- Big in Europe (2013–14), с Клаус Шулце
- The Sum of Its Parts (2015), с Шикейн
- Wyld's Call, Armello OST from Armello (2015), с Майкъл Алън
- Hiraeth (2018), с Дейвид Кукерман
- BooCheeMish (2018), с Мистерията на българските гласове
- Melodies Of My Youth (2019), със Збигнев Празнер и Доминик Ваня
- Symphony No. 3: Symphony Of Sorrowful Songs (2020), с Йордан Камджалов и The Genesis Orchestra
- Burn (2021), с Джулс Максуел
- Exaudia (2022), с Марчело де Франчиши
- It's Not Too Late (2022) със Збигнев Празнер

#### Компилации
- Big in Europe, Vol. 1: Warsaw (2013), с Клаус Шулце
- Big In Europe, Vol. 2: Amsterdam (2014), с Клаус Шулце

#### Саундтракове
- The 13th Warrior (1999), с Graeme Revell (впоследствие изтеглен)
- The Insider: Soundtrack (1999), с Питър Бърк
- Gladiator (2000), с Ханс Цимер
- Gladiator: More Music From the Motion Picture (2000, излязъл 2001), с Ханс Цимер
- Mission: Impossible 2 (2000), с Ханс Цимер
- Black Hawk Down (2001) – песен J'attends – Gortoz A Ran, с Denez Prigent
- Ali (2001), с Питър Бърк
- 9/11 (2002) – песен Sorrow, композирана от Ханс Цимер
- Tears of the Sun (2003), с Ханс Цимер
- The Passion of the Christ (2004), с Патрик Касиди (изтеглен)
- Man on Fire (2004), с Хари Грегсън-Уилямс
- Salem's Lot (тв минисериал) (2004), с Патрик Касиди и Кристофър Гордън
- A Thousand Roads (2005), с Джеф Рона
- Fateless (2005), с Енио Мориконе ("A song", "A Voice from the Inside", "Return to the Life")
- Ichi (2008), с Майкъл Едуардс
- From Ararat to Zion (2010), с Ара Торосиан
- Samsara (продължение на Baraka) – композиторка на оригиналната музика, с Майкъл Стърнс и Манчело де Франчиши
- The Bible (2013), с Ханс Цимер
- Son of God (2014), с Ханс Цимер
- 2:22 (2017), с Джеймс Ор

### С Дед Кен Денс

#### Студийни албуми
- Dead Can Dance (1984)
- Spleen and Ideal (1985)
- Within the Realm of a Dying Sun (1987)
- The Serpent's Egg (1988)
- Aion (1990)
- Into the Labyrinth (1993)
- Spiritchaser (1996)
- Anastasis (2012)
- Dionysus (2018)

#### Концертни албуми
- Toward the Within (1994)
- Live Happening 1–5 (2012)
- In Concert (2013)

#### Компилации
- A Passage in Time (1991)
- Dead Can Dance (1981 – 1998) (2001)
- Wake – The Best of Dead Can Dance (2003)
- Memento – The Very Best of Dead Can Dance (2005)

#### Филмова музика
- Dèmoni 2 (1986) (като Дед Кен Денс)
- El Niño de la Luna (1989) (като Дед Кен Денс, неин филмов дебют)
- Baraka (1992) (като Дед Кен Денс, с Майкъл Стърнс)